# Domaine d'Iwakuni

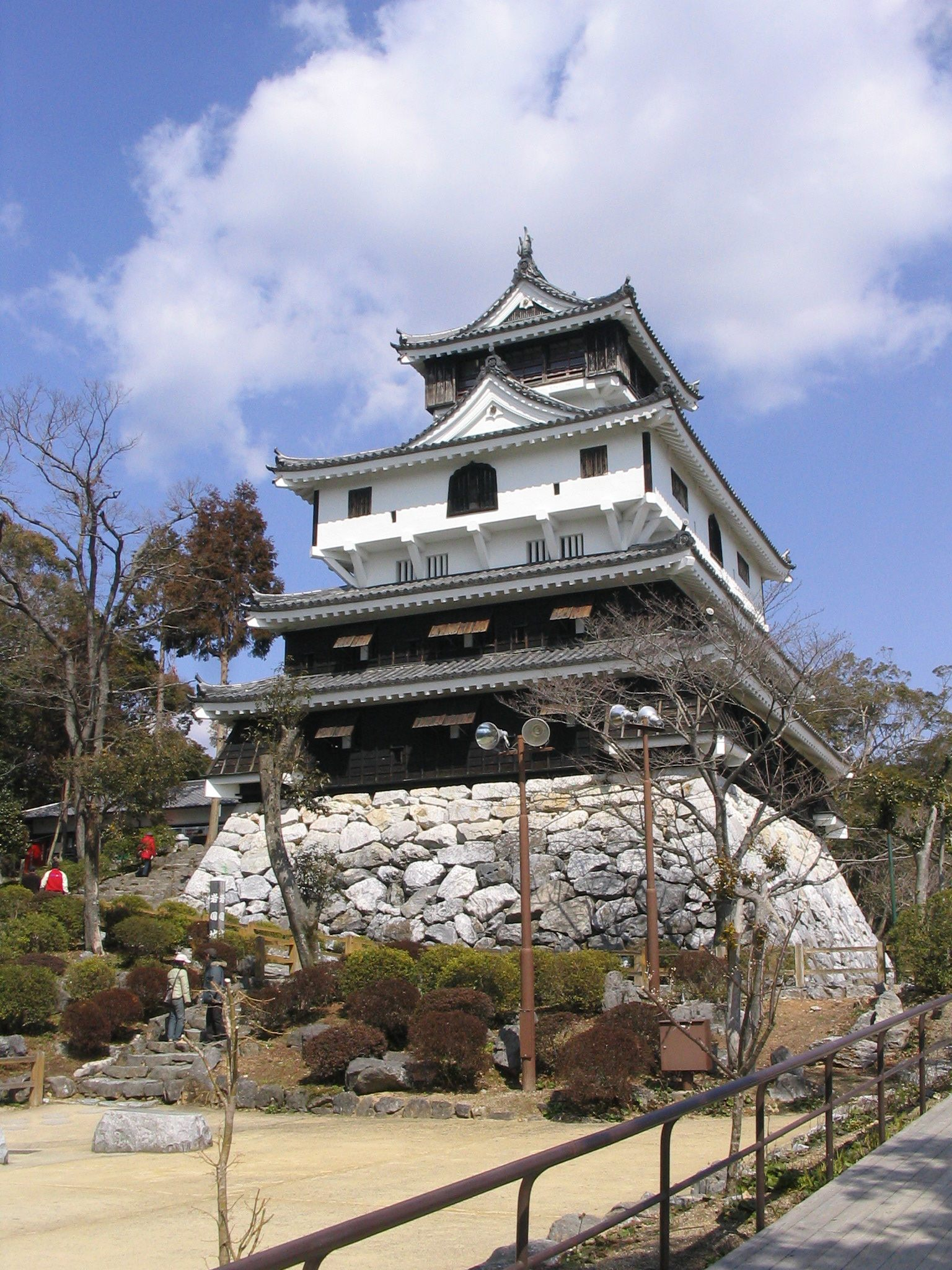
Château d'Iwakuni.

Le domaine d'Iwakuni (岩国藩, Iwakuni-han) est un domaine de l'époque d'Edo de l'histoire du Japon, situé dans la province de Suo (actuelle préfecture de Yamaguchi).

## Liste des daimyos
- Clan Kikkawa (tozama, 60 000 koku)

1. Kikkawa Hiroie
2. Kikkawa Hiromasa
3. Kikkawa Hiroyoshi
4. Kikkawa Hironori
5. Kikkawa Hiromichi
6. Kikkawa Tsunenaga
7. Kikkawa Tsunetomo
8. Kikkawa Tsunetada
9. Kikkawa Tsunekata
10. Kikkawa Tsunehiro
11. Kikkawa Tsuneakira
12. Kikkawa Tsunemoto
13. Kikkawa Tsunetake

## Source de la traduction
- (en) Cet article est partiellement ou en totalité issu de l’article de Wikipédia en anglais intitulé « Iwakuni Domain » (voir la liste des auteurs).